# Tasos Bougas

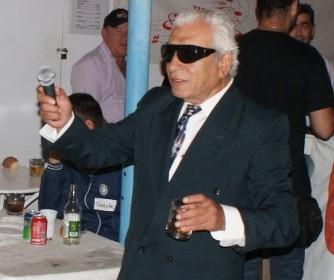
Tasos Bougas

Tasos Bougas (griechisch Τάσος Μπουγάς), in anderen Schreibweisen auch Tassos Bougas, Tasos Bugas (siehe Greeklish) (* 27. Januar 1953 in Pyrgos auf dem Peloponnes) ist ein griechischer Sänger. Er ist auch bekannt unter seinem Spitznamen Planitarchis (Weltherrscher).

## Biografie
Tasos Bougas wurde im Jahr 1953 in der Stadt Pyrgos auf dem Peloponnes geboren. Bereits als Kind fing er an zu singen. Nachdem er ein Casting gewonnen hatte, zog er mit 16 Jahren nach Athen. Seine Karriere musste er jedoch aufgrund des Militärdienstes unterbrechen, den er unter anderem in Zypern ableistete. In den 70er Jahren gewann Bougas an Popularität, die größten Erfolge verzeichnete er jedoch Ende der 80er und in den 90er Jahren.
Bougas’ Stil ist geprägt von Laiki-Musik, Tsifteteli und stark orientalischen Klängen. Häufiges Begleitinstrument ist die Bouzouki. Er interpretierte bereits mehrere traditionelle und bekannte Lieder in seinem typischen Stil, weshalb unter seinen Songs auch einige Coverversionen zu finden sind. Sein letztes Album wurde 2023 veröffentlicht.
Häufige Themen seiner Songs sind Erfolg, Geld und Frauen. So parodiert er in dem Song Ela ston Papou (Komm zu Opa) die sexuelle Affäre Bill Clintons.
Bougas’ Markenzeichen sind Sonnenbrillen und Zigaretten. Auch ist er in Griechenland für sein wildes Leben und seine Affären mit Frauen bekannt. So war er zwölfmal verheiratet und lebt heute mit zwei Frauen gleichzeitig.